# Ada Fighiera-Sikorska
Ada Fighiera-Sikorska (Siedlce, 26 gennaio 1929 – Torino, 7 agosto 1996) è stata un'esperantista polacca.

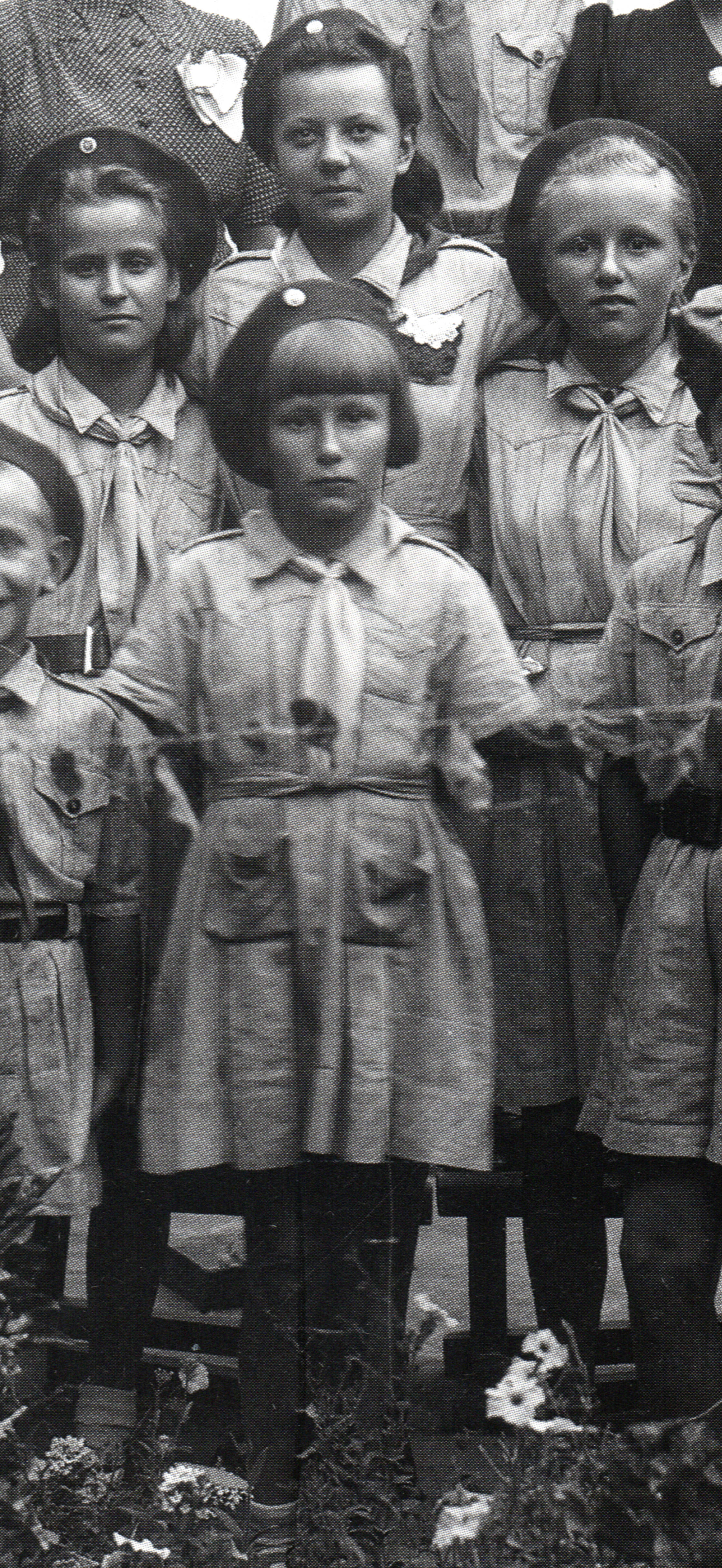
Ada Sikorska (fila centrale, a destra) durante i suoi anni a Isfahan con la sorella Maria (in basso) e le sue compagne di scuola Maria Gordziejko (fila centrale, a sinistra) e Aleksandra Jarmulska (in alto), tutte in uniforme da scout polacca.

Per 36 anni fu redattrice dell'importante rivista esperantista Heroldo de Esperanto.
Ada Sikorska visse e studiò a Varsavia fino ai prodromi della seconda guerra mondiale, nel 1939, quando il paese fu attaccato contemporaneamente dalla Germania e dall'Unione Sovietica. Fuggì con la famiglia a Leopoli, nell'attuale Ucraina occidentale (allora in Polonia orientale), dove al padre, generale, era stato assegnato l'incarico di difendere la città dal nemico. Dopo la capitolazione della Polonia, la famiglia Fighiera-Sikorska fu deportata in Siberia assieme alla popolazione civile; qui Ada frequentò una scuola russa. Il padre finì nel campo speciale NKVD per prigionieri di guerra polacchi a Starobil's'k e fu ucciso a colpi di arma da fuoco con circa 3.800 detenuti nella primavera del 1940 a Charkiv come parte del massacro per ordine di Iosif Stalin di quasi 22mila ufficiali, riservisti e agenti di polizia polacchi chiamato collettivamente Massacro di Katyn.
Grazie ad un accordo con il Regno Unito, nel 1941 l'Unione Sovietica liberò i due milioni di civili polacchi deportati, e con essi anche la Fighiera-Sikorska, che con la madre e la sorella raggiunse Samarcanda e l'Iran, stabilendosi prima a Teheran, quindi ad Esfahan. Qui ebbe la possibilità di frequentare scuole polacche.
Fra il 1945 ed il gennaio 1948, Ada Sikorska si trasferì, con altri rifugiati polacchi, a Beirut, in Libano; nel 1948, dopo aver passato l'esame di maturità polacco in Gran Bretagna, ritornò in Polonia dopo otto anni dalla fuga.
Terminati presso l'Università di Varsavia gli studi in Slavistica, con specializzazione in Giornalismo, la Sikorska iniziò a lavorare in una casa editrice.
Quando nel 1956 Julio Baghy tenne un corso di esperanto a Varsavia, la Sikorska scoprì il proprio grande interesse nei confronti della lingua, che sarebbe durato per tutta la vita.
Nel 1958, l'anno precedente al Congresso Universale di esperanto del 1959 di Varsavia, ricoprì la carica di vicepresidentessa dell'associazione esperantista varsaviana e contribuì a fondare la redazione in esperanto della radio polacca; qui conobbe il suo futuro marito, impegnato nei preparativi per il Congresso. Nel 1960 si sposò così con Gian Carlo Fighiera, a Bruxelles.
L'anno successivo, i due collaborarono alla realizzazione del Congresso Universale di esperanto del 1961 a Harrogate, nel Regno Unito.
Nel 1962 assunse, succedendo a Teodor Jung, la direzione della rivista Heroldo de Esperanto, che guidò fino alla sua morte, 36 anni dopo; per 17 anni la sede della rivista fu a Bruxelles, quindi per 9 anni a Madrid, e infine, dal 1988, a Torino.
Per lei la pubblicazione di questa rivista "rappresentava una missione (...) Anche se ammalata terminale per un tumore che aveva alla fine colpito le vertebre e il fegato, Ada Fighiera Sikorska, tenuta all'oscuro del male e insensibile al dolore per la terapia applicata, continuò fino all'ultimo dal capezzale la sua attività culturale, curando la corrispondenza con parenti e amici e fissando appuntamenti per il futuro. Anche pochi giorni prima di morire, scriveva ancora articoli di giornale e chiedeva di poter revisionare le bozze di stampa del periodico a lei affidato".